# I-đê-an
Trong lý thuyết vành, một nhánh của đại số trừu tượng, i-đê-an là một khái niệm tổng quá hóa khái niệm bội số.

## Định nghĩa
Đối với một vành tùy ý {\displaystyle (R,+,\cdot )}, ký hiệu cho {\displaystyle (R,+)} là nhóm cộng nền của nó. Một tập hợp con {\displaystyle I} được gọi là i-đê-an trái nếu:
1. {\displaystyle (I,+)} là một nhóm con của {\displaystyle (R,+),}
2. Với mọi {\displaystyle r\in R} và {\displaystyle x\in I}, tích {\displaystyle rx} thuộc {\displaystyle I}.

Tương tự, ta có thể định nghĩa i-đê-an phải và i-đê-an hai phía.
Một i-đê-an (không có giải thích thêm) thông thường được ngầm hiểu là một i-đê-an trái hoặc một i-đê-an hai phía, tùy ngữ cảnh.

## Ví dụ
- Trong vành R, chính tập hợp R tạo thành một i-đê-an hai phía. Nó là i-đê-an chính {\displaystyle (1)}, được gọi là i-đê-an đơn vị.
- Một i-đê-an khác đơn vị được gọi là một i-đê-an đích thực (giống như là tập con đích thực).[1]
- Các số chẵn tạo thành một i-đê-an của vành các số nguyên {\displaystyle \mathbb {Z} }; nó thường được ký hiệu là {\displaystyle 2\mathbb {Z} }. Tương tự, i-đê-an các bội số của một số nguyên {\displaystyle n} được ký hiệu là {\displaystyle n\mathbb {Z} }.
- Tập hợp tất cả các đa thức chia hết cho x2 + 1 là một i-đê-an chính của vành đa thức.
- Tập hợp các ma trận {\displaystyle n\times n} với hàng dưới cùng bằng {\displaystyle 0} là một i-đê-an phải của vành ma trận. Nó không phải là một i-đê-an trái.
- Vành {\displaystyle C(\mathbb {R} )} các hàm liên tục f từ {\displaystyle \mathbb {R} } vào {\displaystyle \mathbb {R} } chứa i-đê-an các hàm số f sao cho f(1) = 0 (i-đê-an các hàm số triệt tiêu tại 1; đây là một i-đê-an tối đại).

## Tính chất
Ta có một loạt các loại i-đê-an như sau.
- I-đê-an tối đại: Một i-đê-an đích thực I được gọi là i-đê-an tối đại nếu nó không có i-đê-an đích thực nào chứa nó. Tức là, tồn tại một và chỉ một i-đê-an chứa I: i-đê-an đơn vị. Nó là một phần tử tối đại trong lớp các i-đê-an đích thực (với thứ tự cảm sinh bởi quan hệ bao hàm). Lớp này khác rỗng bởi luôn tồn tại một i-đê-an đích thực: i-đê-an {\displaystyle (0)}. Theo bổ đề Zorn, tồn tại ít nhất một i-đê-an tối đại trong một vành (ta xây dựng chặn trên bằng phép hợp).
- I-đê-an tối tiểu: Một i-đê-an là tối tiểu nếu nó khác i-đê-an {\displaystyle (0)} và nó chỉ chứa duy nhất i-đê-an {\displaystyle (0)} (và chính nó).
- I-đê-an nguyên tố.
- I-đê-an gốc hoặc i-đê-an bán nguyên tố.
- I-đê-an sơ cấp.
- I-đê-an chính
- I-đê-an hữu hạn sinh.
- I-đê-an nguyên thủy.
- I-đê-an bất khả quy.
- I-đê-an chính quy.
- I-đê-an lũy linh đơn: một i-đê-an là lũy linh đơn nếu mỗi phần tử của nó là lũy linh.
- I-đê-an lũy linh: một i-đê-an là lũy linh nếu một lũy thừa hữu hạn của nó bằng 0.

Một i-đê-an của một vành {\displaystyle R} được trang bị một cấu trúc {\displaystyle R}-mô-đun tự nhiên.

## Phép toán i-đê-an
Tổng và tích của các i-đê-an được định nghĩa như sau
{\displaystyle {\mathfrak {a}}+{\mathfrak {b}}:=\{a+b\mid a\in {\mathfrak {a}}{\mbox{ và }}b\in {\mathfrak {b}}\}},
{\displaystyle {\mathfrak {a}}{\mathfrak {b}}:=\{a_{1}b_{1}+\dots +a_{n}b_{n}\mid a_{i}\in {\mathfrak {a}}{\text{ và }}b_{i}\in {\mathfrak {b}},i=1,2,\dots ,n;{\text{ với  }}n=1,2,\dots \},}

## Ví dụ
Trong {\displaystyle \mathbb {Z} } ta có
{\displaystyle (n)\cap (m)=\operatorname {bcnn} (n,m)\mathbb {Z} }
Đặt {\displaystyle R=\mathbb {C} [x,y,z,w]} và {\displaystyle I=(z,w),{\text{ }}J=(x+z,y+w),{\text{ }}K=(x+z,w)}. Thế thì,
- {\displaystyle I+J=(z,w,x+z,y+w)=(x,y,z,w)} và {\displaystyle I+K=(z,w,x+z)}
- {\displaystyle IJ=(z(x+z),z(y+w),w(x+z),w(y+w))=(z^{2}+xz,zy+wz,wx+wz,wy+w^{2})}
- {\displaystyle IK=(xz+z^{2},zw,xw+zw,w^{2})}
- {\displaystyle I\cap J=IJ} trong khi {\displaystyle I\cap K=(w,xz+z^{2})\neq IK}